# Bartłomiej Bychawski
Bartłomiej Bychawski (ur. 31 maja 1991) – polski hokeista, reprezentant Polski.

## Kariera klubowa
- Orlik Opole (2006-2009)
  -  Polonia Bytom (2008/2009)
- Zagłębie Sosnowiec (2009-2010)
- JKH GKS Jastrzębie (2010/2011)
- Powassan Dragons (2010/2011)
- Orlik Opole (2011-2012)
- HC GKS Katowice (2012-2013)
- Polonia Bytom (2012-2014)
- JKH GKS Jastrzębie (2013/2014)
- Orlik Opole (2014-2019)
- Cracovia (2017-2020)
- Zagłębie Sosnowiec (2021-2022)

Wychowanek Orlika Opole. W sezonie 2010/2011 występował w kanadyjskiej lidze The Greater Metro Junior Hockey League (GMHL). Od 2014 ponownie zawodnik Orlika. Pod koniec stycznia 2019 został zawodnikiem Cracovii. Po sezonie 2019/2020 odszedł z klubu. W maju 2021 został zaangażowany przez Zagłębie Sosnowiec. W styczniu 2022 ogłoszono jego odejście z klubu.
W trakcie kariery zyskał pseudonim Bycha. Został także zawodnikiem hokeja na rolkach, w czerwcu 2016 został powołany do kadry Polski na turniej mistrzostw świata.

## Kariera reprezentacyjna
W barwach reprezentacji Polski do lat 18 uczestniczył w turniejach mistrzostw świata juniorów do lat 18 w 2008, 2009. W barwach reprezentacji Polski do lat 20 uczestniczył w turniejach mistrzostw świata juniorów do lat 20 w 2010, 2011. Został kadrowiczem seniorskiej reprezentacji Polski. Uczestniczył w turnieju mistrzostw świata w 2016 (Dywizja IA).
Bartłomiej Bychawski w reprezentacji Polski zadebiutował dnia 19 grudnia 2015 roku w Katowicach w wygranym 3:2 meczu z reprezentacją Francji w ramach Euro Ice Hockey Challenge. Sezon 2015/2016 w barwach Orlika Opole w wykonaniu Bychawskiego był na tyle udany, że selekcjoner reprezentacji Polski - Jacek Płachta powołał go na mistrzostwa świata 2016 Dywizji 1A w Katowicach, na których Bychawski rozegrał wszystkie 5 meczów oraz zdobył pierwsze punkty w reprezentacji Polski, zaliczając 2 asysty w wygranym 10:4 meczu z reprezentacją Japonii dnia 29 kwietnia 2016 roku, a reprezentacja Polski zakończyła turniej na 3. miejscu oraz na finałowy turniej kwalifikacyjny igrzysk olimpijskich 2018, na których Bychawski również rozegrał wszystkie 3 mecze, a dnia 2 września 2016 roku w meczu z reprezentacją Białorusi zdobył bramkę na 1:0 (pierwszy gol w reprezentacji Polski), jednak reprezentacja Polski przegrała ten mecz 2:5, a cały turniej zakończyła na ostatnim 4. miejscu i nie awansowała do igrzysk olimpijskich 2018 w Pjongczangu.
Łącznie w reprezentacji Polski Bartłomiej Bychawski rozegrał 15 meczów i zdobył 4 punkty (2 bramki, 2 asysty) oraz spędził 8 minut na ławce kar.
| Mecze i gole w reprezentacji | Mecze i gole w reprezentacji | Mecze i gole w reprezentacji | Mecze i gole w reprezentacji | Mecze i gole w reprezentacji | Mecze i gole w reprezentacji | Mecze i gole w reprezentacji | Mecze i gole w reprezentacji | Mecze i gole w reprezentacji |
| Nr                           | Data                         | Miasto                       | Przeciwnik                   | Wynik                        | Bramki                       | Asysty                       | Kary (minuty)                | Rozgrywki                    |
| ---------------------------- | ---------------------------- | ---------------------------- | ---------------------------- | ---------------------------- | ---------------------------- | ---------------------------- | ---------------------------- | ---------------------------- |
| 1.                           | 19.12.2015                   | Katowice                     | Francja                      | 3:2 (1:0, 1:2, 1:0)          | 0                            | 0                            | 0                            | Euro Ice Hockey Challenge    |
| 2.                           | 09.04.2016                   | Nottingham                   | Wielka Brytania              | 4:3 d (1:0, 0:2, 2:1, 1:0)   | 0                            | 0                            | 0                            | Mecz towarzyski              |
| 3.                           | 10.04.2016                   | Coventry                     | Wielka Brytania              | 2:3 d (0:1, 1:0, 1:1, 0:1)   | 0                            | 0                            | 2                            | Mecz towarzyski              |
| 4.                           | 14.04.2016                   | Katowice                     | Litwa                        | 8:2 (3:0, 4:2, 1:0)          | 0                            | 0                            | 0                            | Mecz towarzyski              |
| 5.                           | 16.04.2016                   | Katowice                     | Korea Południowa             | 3:0 (2:0, 0:0, 1:0)          | 0                            | 0                            | 2                            | Mecz towarzyski              |
| 6.                           | 23.04.2016                   | Katowice                     | Włochy                       | 1:3 (0:1, 1:1, 0:1)          | 0                            | 0                            | 0                            | MŚ-D1A 2016                  |
| 7.                           | 24.04.2016                   | Katowice                     | Korea Południowa             | 1:4 (0:0, 0:2, 1:2)          | 0                            | 0                            | 0                            | MŚ-D1A 2016                  |
| 8.                           | 26.04.2016                   | Katowice                     | Słowenia                     | 4:1 (1:1, 3:0, 0:0)          | 0                            | 0                            | 0                            | MŚ-D1A 2016                  |
| 9.                           | 27.04.2016                   | Katowice                     | Austria                      | 1:0 (1:0, 1:0, 1:0)          | 0                            | 0                            | 2                            | MŚ-D1A 2016                  |
| 10.                          | 29.04.2016                   | Katowice                     | Japonia                      | 10:4 (6:1, 1:1, 3:2)         | 0                            | 2                            | 0                            | MŚ-D1A 2016                  |
| 11.                          | 01.09.2016                   | Mińsk                        | Słowenia                     | 1:6 (0:2, 0:3, 1:1)          | 0                            | 0                            | 0                            | Kw. IO 2018                  |
| 12.                          | 02.09.2016                   | Mińsk                        | Białoruś                     | 3:5 (2:4, 0:1, 1:0)          | 1                            | 0                            | 2                            | Kw. IO 2018                  |
| 13.                          | 04.09.2016                   | Mińsk                        | Dania                        | 2:5 (1:1, 0:2, 1:2)          | 0                            | 0                            | 0                            | Kw. IO 2018                  |
| 14.                          | 30.09.2017                   | Budapeszt                    | Węgry                        | 1:5 (0:0, 1:4, 0:1)          | 1                            | 0                            | 1                            | Mecz towarzyski              |
| 15.                          | 16.02.2018                   | Katowice                     | Włochy                       | 1:2 (0:2, 0:0, 1:0)          | 0                            | 0                            | 0                            | Euro Ice Hockey Challenge    |

## Sukcesy
Reprezentacyjne
- Awans do MŚ do lat 20 Dywizji I: 2011

Klubowe
- Srebrny medal mistrzostw Polski: 2013 z JKH GKS Jastrzębie, 2019 z Cracovią

Indywidualne
- Mistrzostwa Świata Juniorów w Hokeju na Lodzie 2011/II Dywizja#Grupa B:
  - Drugie miejsce w klasyfikacji kanadyjskiej wśród obrońców turnieju: 2 gole[10]
  - Drugie miejsce w klasyfikacji asystentów wśród obrońców turnieju: 4 asysty
  - Drugie miejsce w klasyfikacji kanadyjskiej wśród obrońców turnieju: 6 punktów